# جينينغز كارمايكل
جينينغز كارمايكل (بالإنجليزية: Jennings Carmichael)‏ (24 فبراير 1868، بالارات في أستراليا - 9 فبراير 1904، لندن في المملكة المتحدة)؛ كاتِبة وشاعرة بريطانية.